# Raymond Gaston
Raymond Gaston, né le 13 février 1757 à Foix (généralité de Perpignan, actuel département de l'Ariège), mort le 8 septembre 1836 à Paris, est un homme politique de la Révolution française. 
Il est, entre 1791 et 1795, député de l'Ariège à l'Assemblée nationale législative et à la Convention nationale, où il vote la mort de Louis XVI. 

## Biographie

### Mandat à la Législative
La France devient une monarchie constitutionnelle en application de la constitution du 3 septembre 1791.
Le même mois, Raymond Gaston, alors juge de paix à Foix, est élu député du département de l'Ariège, le deuxième sur six, à l'Assemblée nationale législative. 
Il siège sur les bancs de la gauche de l'Assemblée. En février 1792, il vote en faveur de la mise en accusation de Bertrand de Molleville, le ministre de la Marine. En avril, il vote pour que les soldats du régiment de Châteauvieux, qui s'étaient mutinés lors de l'affaire de Nancy, soient admis aux honneurs de la séance. En août, il vote en faveur de la mise en accusation du marquis de La Fayette.
La monarchie prend fin à l'issue de la journée du 10 août 1792 : les bataillons de fédérés bretons et marseillais et les insurgés des faubourgs de Paris prennent le palais des Tuileries. Louis XVI est suspendu et incarcéré, avec sa famille, à la tour du Temple.

### Mandat à la Convention
En septembre 1792, Raymond Gaston est réélu député de l'Ariège, le sixième et dernier, à la Convention nationale. 

#### Le député Montagnard
Il siège sur les bancs de la Montagne. Lors du procès de Louis XVI, il vote la mort, et rejette l'appel au peuple et le sursis à l'exécution de la peine. Le 13 avril 1793, il est absent lors du scrutin sur la mise en accusation de Jean-Paul Marat. Le 28 mai, il vote contre le rétablissement de la Commission des Douze. 

Le 28 juillet, alors que plusieurs députés de la Gironde sont décrétés d'accusation, Gaston demande que le décret soit étendu à d'autres représentants :
Je demande [...] le décret d’accusation contre plusieurs traîtres qui sont encore dans votre sein, [...] je veux parler de Fronfrède, de Ducos et de Carra [...]. 
Carra dénonce en retour Gaston en l'accusant d'être le frère d'un noble, le « marquis de Gaston ». Le 2 août, Gaston réfute l'accusation : 
Le Gaston dont on a parlé n'est point mon frère, il n'y a jamais eu de marquis dans ma famille mais fût-il mon frère, qu'ont de commun les sentiments d'un traître avec ceux d'un patriote ? Je marche sur les traces de Brutus, et si mon frère déchirait le sein de ma patrie, je déclare que je briguerais l'honneur de le poignarder.
Le 22 prairial an II (le 10 juin 1794), il s'oppose à la loi de Prairial proposée par Georges Couthon et soutenue par Maximilien de Robespierre. 

#### Le représentant en mission
Le 9 mars 1793, Gaston est envoyé en mission aux côtés de Joseph Fayau (député de la Vendée) dans les départements de l'Ariège et des Pyrénées-Orientales afin d'accélérer la levée en masse. Le 11 septembre, il est envoyé en mission auprès de l'armée des Pyrénées orientales. Le 2 nivôse an II (le 22 décembre 1793), il est envoyé auprès de l'armée des Alpes. 

### Du Directoire à la Restauration
Sous le Directoire, Raymond Gaston est élu commissaire du Directoire exécutif près le département de l'Ariège. 
En germinal an VI (avril 1798), il est élu député au Conseil des Anciens. Son élection est cependant annulée par la loi du 22 floréal an VI (11 mai). 
Sous le Consulat, il devient receveur général du département des Basses-Alpes. La Restauration met fin à ses fonctions en 1814. Il n'est pas visé par la loi du 12 janvier 1816, n'ayant pas adhéré à l'Acte additionnel. 

### Descendance
Raymond Gaston épouse Denise Ramagé. De leur union naissent quatre enfants : 
- Adélaïde-Alexandrine Gaston, née le 23 messidor an III (le 12 juillet 1795) à Paris (ancien 5e arrondissement)[18], morte le 26 février 1863 à Paris (11e arrondissement)[19]. Elle est baptisée paroisse Saint-Roch et son parrain est Alexandre Dumas, général d'armée[20].
- Joseph Gaston, né le 11 pluviôse an VIII (le 31 janvier 1800) à Digne (département des Basses-Alpes)[21], mort le 19 février 1894 à Paris (18e arrondissement)[22].
- Joseph Antoine Gaston, né le 1er jour complémentaire de l'an XII (le 18 septembre 1804) à Digne[23].
- Hortense Gaston, née le 30 septembre 1808 à Digne[24].